# Łukasz Słonina
Łukasz Słonina (ur. 5 czerwca 1989 w Wałbrzychu) – polski biathlonista, olimpijczyk z Soczi.
Indywidualny mistrz Polski w biegu sprinterskim na rok 2013.
Brązowy medalista mistrzostw Europy Juniorów z w roku 2008 w sztafecie. Uczestnik Zimowych igrzysk olimpijskich w 2014 roku, w których zajął 86. miejsce w biegu indywidualnym oraz 19. miejsce w sztafecie mężczyzn.
Zawodnik klubu AZS-AWF Wrocław, Górnika Wałbrzych.
W czerwcu 2014 zakończył karierę sportową.
Od 2019 roku trener Kadry Młodzieżowej Polskiego Związku Biathlonu